# Exarcado patriarcal de Kuwait
La exarcado patriarcal de Kuwait (en árabe: الكويت‎) es una circunscripción eclesiástica de la Iglesia católica en Kuwait. Se trata de un exarcado patriarcal greco-melquita dependiente del patriarca de Antioquía de los melquitas, que tiene al presbítero Boutros Gharib como su jerarca desde el 9 de agosto de 2002.
En el Anuario Pontificio la Santa Sede usa el nombre en italiano: Kuwait.

## Territorio y organización
El exarcado patriarcal tiene 17 818 km² y extiende su jurisdicción sobre los fieles católicos de rito bizantino greco-melquita residentes en Kuwait.
La sede del exarcado patriarcal se encuentra en la ciudad de Salwa (en el área metropolitana de la ciudad de Kuwait), en donde se halla la única parroquia existente.

## Historia
A partir de la segunda mitad del siglo XX se formó una comunidad de greco-católicos en Kuwait, en su mayoría trabajadores árabes de regiones vecinas que fueron atraídos por la industria del petróleo. El servicio religioso estaba asegurado por los vicarios apostólicos latinos, con la ayuda temporal de sacerdotes enviados por el patriarcado para ocasiones de grandes fiestas. En 1960 el patriarca Máximo IV Saigh envió al sacerdote Basil Kanakri a reunir información sobre la situación de los greco-melquitas católicos residentes en Kuwait. En 1971 Kanakri fue designado exarca patriarcal de Irak.  
El 25 de marzo de 1972 el patriarca Maximos V Hakim erigió el exarcado patriarcal, nombrando al archimandrita Basile Kanakri, del clero de Damasco, como el primer exarca, quien estableció una parroquia y se mantuvo a la vez como exarca patriarcal de Irak hasta 1978. Fue sucedido el 9 de agosto de 2002 por Boutros Gharib del clero de Beirut.
El 6 de marzo de 2003 el papa Juan Pablo II mediante un rescriptum ex audientia —confirmado por el papa Benedicto XVI el 8 de abril de 2006— decidió que todos los fieles de cualquier Iglesia, rito o nacionalidad en los dos vicariatos de Arabia dependiesen exclusivamente de los vicarios apostólicos latinos. El patriarca Gregorio III Laham no acató la decisión papal y el archimandrita Gharib continuó en forma excepcional al frente de su parroquia en Salwa, manteniéndose independiente del vicario apostólico latino.
En noviembre de 2018 fuertes lluvias provocaron la inundación del edificio parroquial en Salwa, arruinándose los archivos parroquiales. El edificio es rentado debido a que la compra de tierras en Mahboula en la gobernación de Ahmadí para construir el templo parroquial, ha sido bloqueada por miembros fundamentalistas islámicos del concejo municipal local.
El 22 de julio de 2020 el papa Francisco, en otro rescriptum ex audientia, decidió derogar las disposiciones de sus dos antecesores y extender la jurisdicción de los 6 patriarcas orientales sobre los dos vicariatos apostólicos de Arabia. Dispuso también que el cuidado pastoral de los fieles orientales sobre los que ejercen su jurisdicción los patriarcas se realizará en coordinación con los vicariatos apostólicos. El papa estableció que la eventual erección de nuevas circunscripciones eclesiásticas por parte de los sínodos de las Iglesias patriarcales sui iuris estará sujeta a la autorización previa de la Sede Apostólica, por lo que no está clarificada la situación del exarcado patriarcal de Kuwait ante la Santa Sede.

## Estadísticas
De acuerdo al Anuario Pontificio 2008 el exarcado patriarcal tenía a fines de 2007 un total de 800 fieles bautizados.
| Año                                                                             | Población            | Población | Población      | Sacerdotes | Sacerdotes    | Sacerdotes    | Bautizados por sacerdote | Diáconos permanentes | Religiosos | Religiosos | Parroquias |
| Año                                                                             | Bautizados católicos | Total     | % de católicos | Total      | Clero secular | Clero regular | Bautizados por sacerdote | Diáconos permanentes | Varones    | Mujeres    | Parroquias |
| ------------------------------------------------------------------------------- | -------------------- | --------- | -------------- | ---------- | ------------- | ------------- | ------------------------ | -------------------- | ---------- | ---------- | ---------- |
| 2003                                                                            | 700                  | ?         | ?              | 1          | 1             |               |                          |                      |            |            | 1          |
| 2005                                                                            | 800                  | ?         | ?              | 1          | 1             |               |                          |                      |            |            | 1          |
| 2007                                                                            | 800                  | ?         | ?              | 1          | 1             |               |                          |                      |            |            | 1          |
| Fuente: Catholic-Hierarchy, que a su vez toma los datos del Anuario Pontificio. |                      |           |                |            |               |               |                          |                      |            |            |            |

Luego de 2008 el Anuario Pontificio continuó listando al exarcado patriarcal, pero ha dejado de dar datos numéricos sobre él, estimándose a 2010 en 650 familias.

## Episcopologio
- Presbítero Basil Kanakri (25 de marzo de 1972-2002 retirado)
- Presbítero Boutros Gharib, desde el 9 de agosto de 2002